# Châtres-sur-Cher
Châtres-sur-Cher is een gemeente in het Franse departement Loir-et-Cher (regio Centre-Val de Loire). De plaats maakt deel uit van het arrondissement Romorantin-Lanthenay. Châtres-sur-Cher telde op 1 januari 2022 1.134 inwoners.

## Geografie
De oppervlakte van Châtres-sur-Cher bedroeg op 1 januari 2022 35,33 vierkante kilometer; de bevolkingsdichtheid was toen 32,1 inwoners per km².
De onderstaande kaart toont de ligging van Châtres-sur-Cher met de belangrijkste infrastructuur en aangrenzende gemeenten.

## Demografie
Onderstaande figuur toont het verloop van het inwonertal (bron: INSEE-tellingen).

## Geboren in Châtres-sur-Cher
- Roger Taillibert (1926-2019), architect